# Bromus dardori
Bromus dardori är en gräsart som beskrevs av fader Sennen. Bromus dardori ingår i släktet lostor, och familjen gräs. Inga underarter finns listade i Catalogue of Life.